# Levon Atovmian
Levon Tadevosovich Atovmyan (Atovmyan) (Aşgabat (Turkmenistan), 25 de maig, 1901 – Moscou (Rússia), 16 de gener, 1973), fou un músic i figura pública armenia i soviètica, compositor, professor. Pare del compositor Dmitri Atovmyan (1952-2004). En la literatura musicològica i les publicacions musicals, es troben les dues grafies del cognom: Atovmyan i Atovmyan.